# SMS Saida (1878)
La SMS Saida è stata una fregata a propulsione mista vela-vapore della k.u.k. Kriegsmarine in servizio tra il 1879 e il 1906.

## Storia
La costruzione della fregata lignea SMS Saida, su progetto dell'ingegnere Josef Romako, fu ordinata presso l'Arsenale di Pola e l'unità fu impostata nel maggio 1876, varata il 2 giugno 1878, completata il 2 ottobre 1879 entrando in servizio effettivo nella k.u.k. Kriegsmarine il 9 dello stesso mese.

## Descrizione tecnica
La SMS Saida era una fregata di costruzione mista, con ordinate in ferro e fasciame in acciaio e legno, che dislocava 2.499,6 tonnellate, era lunga 72,68 m, larga 13,14 m e con un pescaggio di 6,42 m. L'apparato propulsivo si basava su una macchina a 2 cilindri orizzontali STT Trieste e 5 caldaie che erogavano una potenza massima di 1.800 hp.  Esso muoveva un'elica bipala Griffith del diametro di 5,33 m.  La superficie velica, ripartita su tre alberi, raggiungeva i 2.187,42 m². La velocità massima raggiungibile era pari a 13 nodi, a 77 giri di macchina.  L'armamento si basava su 11 pezzi singoli Uchatius da 150 mm in batteria in coperta, e 1 cannone da 70 mm.

## Impiego operativo
Una settimana dopo essere entrata in servizio, il 15 ottobre 1879, come nave scuola guardiamarina salpò da Pola al comando del capitano di vascello Johann Pelzel per effettuare una crociera di addestramento in Brasile, arrivando a Bahia il 17 dicembre. A causa di una epidemia di febbre gialla la nave non poté toccare Rio de Janeiro, arrivando alla Martinica nel marzo 1870, a Kingston, in Giamaica, nel mese di aprile, e sostando poi a New York tra il 3 e il 25 giugno. Salpata per raggiungere Lisbona, in Portogallo, attraversò nuovamente l'Oceano Atlantico rientrando a Pola il 25 luglio. Nel 1882, in occasione dell'inaugurazione della mostra austro-ungarica a Trieste, la Saida ospitò a bordo l'arciduca Carlo Ludovico e compì piccole missioni nel mare Adriatico fino al termine della mostra. Il 18 settembre 1882 fu visitata dell'imperatore Francesco Giuseppe I.
Il 2 ottobre 1884 partì nuovamente da Pola alla volta del Brasile, raggiungendo Gibilterra il 20 dello stesso mese. Salpata da Gibilterra un mese dopo arrivò a Bahia, in Brasile, da cui salpò alla volta dell'Australia. Dopo aver attraversato lo stretto di Magellano nel marzo 1885 arrivò a Melbourne, toccando poi Sydney, e infine Auckland, in Nuova Zelanda, il 30 maggio. 
Il viaggio proseguì alle Figi e in altre isole dell'arcipelago meridionale dell'Australia. Batavia fu raggiunta il 4 agosto, Singapore il 30 dello stesso mese, e Sarawak il 25 settembre. Nel viaggio di ritorno la Saida raggiunse Colombo il 6 dicembre, Aden il 3 gennaio 1886, e rientrò a Pola il 6 febbraio successivo, dopo aver percorso 34.478 miglia nautiche in 284 giorni di navigazione.
Entrata in cantiere per lavori di raddobbo, le vennero cambiate sia la macchina motrice che le caldaie.
Ripreso il mare, il 30 settembre 1886 la Saida, al comando del capitano di vascello Hermann Heinz, imbarcò gli allievi ufficiali ritornando in Brasile da cui partì per l'Africa orientale al fine di circumnavigare il continente africano. Durante la sosta sull'isola di Madeira a causa delle avverse condizioni meteorologiche fu costretta a cambiare tre volte il punto di ancoraggio. Il 6 gennaio la Saida raggiunse l'America del sud a Pernambuco, toccando successivamente Bahia e Rio de Janeiro. La corvetta riattraversò di nuovo l'Oceano Atlantico arrivando, il 3 maggio, a Durban, nel Natal. Il 14 luglio toccò il Mozambico, il 29 settembre le isole Comore, il 5 agosto Zanzibar e il 9 settembre Aden. Durante il viaggio di rientro il 20 ottobre arrivò a Corfù dove trovò l'imperatrice Elisabetta che ispezionò la nave. Rientrò poi a Pola il 28 ottobre dopo aver percorso 23.563 miglia nautiche.
Nel settembre 1888 la Saida fu equipaggiata per un nuovo viaggio di addestramento, e agli ordini del capitano di fregata Alois von Bekker salpò per raggiungere New York, negli Stati Uniti d'America. Una volta in mare furono effettuate tappe nell'isola di Tenerife e nelle isole Barbados, il 19 dicembre 1888 fu raggiunta l'isola di Guadalupa e, successivamente, Santo Domingo, Cuba, Port Royal e Kingston ripresa la navigazione fu toccato l'ingresso del canale di Panama e raggiunta New Orleans il 24 marzo 1899, Key West, in Florida, il 24 aprile, Annapolis il 2 giugno, New York il 18 luglio, e Boston il 29 dello stesso mese. Qui il comandante e parte dell'equipaggio della nave furono ricevuti dal Presidente degli Stati Uniti d'America, Benjamin Harrison.
Riattraversato l'Oceano Atlantico, nel mese di ottobre la Saida raggiunse Lisbona, poi Cadice, Tangeri, Cartagena e Palermo rientrando a Trieste il 20 dicembre. Qui, nella baia di Muggia, la nave fu visitata dall'imperatore Francesco Giuseppe I e dall'arciduca Francesco Salvatore.
Il 5 settembre 1890 il Saida, al comando del capitano di fregata Josef Wachtel von Elbenbruc, salpò nuovamente per effettuare il giro del mondo. Il 6 febbraio 1891 entrò nel porto di Albany, in Australia, raggiungendo poi i porti di Adelaide, Portland, Melbourne e Sydney e arrivando in Nuova Zelanda il 22 marzo.
Lo stretto di Magellano fu attraversato il 16 giugno, e il giorno successivo la corvetta raggiunse Punta Arenas, in Cile. Arrivata a Buenos Aires la nave vi sostò per un mese, e rientrò in Europa a fine novembre, arrivando nel porto di Tangeri, raggiungendo infine Pola il 16 gennaio 1892 dopo aver percorso 37.112 miglia nautiche.
Il 25 agosto 1892 la Saida al comando del capitano di fregata Moriz Sachs,  partì per un nuovo viaggio di addestramento con a bordo i cadetti, effettuando ricerche scientifiche e registrazioni fotografiche in India, Australia, Cina e Melanesia. 
La nave effettuò tappe a Bombay, Calcutta (17 gennaio 1893), Singapore (5 febbraio), Bangkok e Batavia. L'Australia è stata raggiunta all'inizio del mese di maggio e la corvetta navigò lungo le coste australiane fino al 31 luglio quando ha raggiunse la Nuova Zelanda. Seguirono le traversate tra le isole della Melanesia. Il 18 gennaio 1894, già in viaggio di ritorno, la nave arrivò a Singapore, per rientrare successivamente a Pola il 21 maggio dello stesso anno, dopo aver ricevuto la visita, a Gravosa, dell'arciduca Alberto.
Il 5 ottobre 1895, al comando del capitano di fregata Conrad Spiller, la Saida salpò nuovamente per effettuare il giro del mondo. Il 5 gennaio 1896, dopo aver attraversato l'Oceano Atlantico venne raggiunto il Brasile, vicino a Bahia, e un mese dopo, Montevideo, in Uruguay.
Attraversando lo stretto di Magellano la corvetta arrivò a Honolulu, alle Hawaii, il 2 luglio e Yokohama, in Giappone, il 22 agosto. Dopo aver raggiunto Singapore, la Saida ritornò a Pola il 3 aprile 1897, dopo essere stata in viaggio per 543 giorni, e navigato per 33.000 miglia nautiche. Entrata in arsenale per eseguire alcuni lavori di raddobbo, la Saida ricevette la visita dell'arciduca ereditario Francesco Ferdinando.
Il 1º ottobre 1898, imbarcati i cadetti, la Saida salpò da Pola per effettuare una crociera di addestramento in Asia occidentale agli ordini del capitano di fregata Guido Cougard. Dopo aver viaggiato lungo le coste dell'Africa occidentale, la corvetta raggiunse dapprima l'isola di Zanzibar, arrivando il 3 maggio nel porto di Hong Kong, dove fu raggiunto dall'incrociatore protetto Kaiserin Elisabeth. Rientrò a Pola il 16 ottobre dopo aver percorso 25.074 miglia nautiche, e visitato 24 porti.
Nell'estate del 1900 la Saida si recò in Francia, a Marsiglia, da dove i cadetti raggiunsero Parigi per visitare l'Esposizione Universale. Il 7 settembre la Saida rientrò a Trieste per assistere al varo della nave da battaglia Habsburg.
Prestò servizio come nave da addestramento fino al 1905, effettuando alcune crociere addestrative in Mediterraneo, e il 24 maggio 1906 fu posta in posizione di riserva e messa in vendita. A causa dello scarso interesse ricevuto, nel 1908 furono sbarcate macchina motrice e caldaie, e la nave trasformata per l'utilizzo come deposito di munizioni e mine. Nel 1912 con il previsto varo del nuovo incrociatore leggero Saida la nave fu ridenominata SMS Minerva. Sopravvissuta alla prima guerra mondiale nel 1919 la nave fu assegnata al Regno d'Italia e avviata alla demolizione l'anno successivo.

### Annotazioni
1. ↑  In tedesco per i nomi delle navi, "SMS" significa Seiner Majestät Schiff ("Nave di Sua Maestà").
2. ↑  A bordo vi era anche l'arciduca Carlo Stefano in qualità di ufficiale.
3. ↑  Giunto in questo porto l'equipaggio del Saida fu informato della morte del principe ereditario, l'arciduca Rodolfo tramite un telegramma.
4. ↑  A causa del maltempo la programmata visita a Vladivostok fu abbandonata.

### Fonti
1. 1 2 3 4 5 6 7 8 9 10 11 12 13 14 15 16 17 18 19 20  Agenzia Bozzo.
2. 1 2 3 4 5 6 7 8 9 10 11 12 13 14 15 16 17 18 19 20 21 22 23 24 25 26 27 28 29 30 31  kuk Kriegsmarine.
3. 1 2 3 4 5 6  Gogg 1974, p. 47.
4. 1 2 3 4 5 6 7  Gogg 1974, p. 48.